# Suna (Onegasee)
Die Suna (russisch Суна; finnisch Suunujoki) ist ein Fluss in der Republik Karelien in Nordwestrussland.
Die Suna hat eine Länge von 280 km und ein Einzugsgebiet von 7670 km². Der Fluss hat seinen Ursprung im See Kiwijarwi und fließt in südlicher Richtung an der Kleinstadt Porossosero vorbei zum Onegasee. Nachdem er seinen linken Nebenfluss Semtscha aufgenommen hat, wird ein Großteil seines Wassers seit 1936 umgeleitet, um die Turbinen zweier Wasserkraftwerke anzutreiben. Im Unterlauf unterhalb der Ableitung, etwa 27 km vor der Mündung, liegt der 10,7 m hohe Kiwatsch-Wasserfall. Die eigentliche Suna mündet südlich von Kondopoga in den Onegasee, während der Großteil des Wassers durch den Sandal-Stausee fließt und den Onegasee am Wasserkraftwerk von Kondopoga erreicht.
Zumindest in der Vergangenheit wurde auf der Suna Flößerei betrieben.